# Molinio-Arrhenatheretea
Molinio-Arrhenatheretea (populært: engsamfund) er en klasse af plantesamfund med fire ordener og talrige forbund. Det er en større gruppe med urtesamfund, der er nøje fordelt efter deres voksested. Samtidig er de ofte påvirket eller ligefrem præget af menneskelig udnyttelse. Hvis man ser bort fra et par grupper, som er knyttet til bredderne langs mindre vandløb (Filipendulion og Agropyro-Rumicion crispi), så er sammensætningen af engsamfundene på den ene side præget af voksestedernes jordbund (vandindhold og pH-tilstand) og topografi (højde over havet) og på den anden side af menneskers dyrkningsmetoder.
Det er altså landbrugsmæssigt udnyttede urtesamfund, der er domineret af græsser og græsagtige planter, og som findes på fugtige til våde eller skiftevis våde og fugtige jorde. Samfundene hørte oprindeligt hjemme i lysninger på skovbevoksede flader i floddale og på større, flade områder i bjerg- eller bakkelandskaberne. Hvis man opgiver at bruge engsamfundene til ensilage- eller høindvinding, eller hvis man opgiver at holde dem græssede, vil de undergå en successiv udvikling hen mod højstaudesamfund og senere skovsamfund. 

## Karakterarter
Almindelig brunelle, almindelig Hjertegræs, almindelig knopurt, almindelig mælkebøtte, almindelig rapgræs, almindelig syre, bidende ranunkel, engkarse, engrapgræs, engrævehale, engsvingel, europæisk engblomme, firehannet hønsetarm, fløjlsgræs, græsbladet fladstjerne, gul fladbælg, hvidkløver, krybende læbeløs, lancetvejbred, lav ranunkel, musevikke, rødkløver, rød svingel og vellugtende gulaks med flere.

## Klassifikation
Klasse: Molinio-Arrhenatheretea
- Orden: Molinietalia caeruleae
  - Forbund: Filipendulion ulmariae
    - Gruppe: Filipendulo-Geranietum palustris
    - Gruppe: Valeriano-Filipenduletum
    - Gruppe: Lysimachio vulgaris-Filipenduletum
    - Gruppe: Filipendulo ulmariae-Menthetum longifoliae
    - Gruppe: Veronico longifoliae-Euphorbietum palustris

  - Forbund: Molinion caeruleae
    - Gruppe: Molinietum caeruleae
    - Gruppe: Junco-Molinietum

  - Forbund: Calthion palustris
    - Gruppe: Angelico-Cirsietum oleracei
    - Gruppe: Cirsietum rivularis
    - Gruppe: Polygono bistortae-Trollietum europaei
    - Gruppe: Sanguisorbo-Silaetum
    - Gruppe: Poo-Lathyretum palustris
    - Gruppe: Scirpetum silvatici
    - Gruppe: Caricetum cespitosae
    - Gruppe: Juncetum acutiflori
    - Gruppe: Juncetum subnodulosi
    - Gruppe: Epilobio-Juncetum effusi
    - Gruppe: Junco-Cynosuretum

  - Forbund: Cnidion dubii
    - Gruppe: Violo-Cnidietum dubii

  - Forbund: Alopecurion pratensis
    - Gruppe: Alopecuretum pratensis
- Orden: Arrhenatheretalia elatioris
  - Forbund: Arrhenatherion elatioris
    - Gruppe: Arrhenatheretum elatioris
    - Gruppe: Gladiolo-Agrostietum capillaris
    - Gruppe: Anthyllidi-Trifolietum montani

  - Forbund: Polygono-Trisetion
    - Gruppe: Meo-Festucetum
    - Gruppe: Phyteumo (orbicularis)-Trifolietum pratensis

  - Forbund: Cynosurion
    - Gruppe: Cynosuro-Lolietum (eller: Lolio-Cynosuretum)
    - Gruppe: Festuco pratensis-Plantaginetum
- Orden: Plantaginetalia majoris
  - Forbund: Polygonion avicularis
    - Gruppe: Lolio-Polygonetum arenastri
    - Gruppe: Festuco pratensis-Plantaginetum
    - Gruppe: Bryo-Saginetum procumbentis
    - Gruppe: Prunello-Plantaginetum
    - Gruppe: Juncetum tenuis
    - Gruppe: Poetum annuae
    - Gruppe: Eragrostio-Polygonetum avicularis
    - Gruppe: Polygonetum calcati
    - Gruppe: Rumici-Spergularietum rubrae
    - Gruppe: Herniarietum glabrae
    - Gruppe: Polygono-Coronopetum squamati
- Orden: Trifolio fragiferae-Agrostietalia stoloniferae
  - Forbund:  Agropyro-Rumicion crispi
    - Gruppe: Ranunculo-Alopecuretum geniculati
    - Gruppe: Rorippo-Agrostietum
    - Gruppe: Potentillo-Festucetum arundinaceae
    - Gruppe: Blysmo-Juncetum compressi
    - Gruppe: Mentho longifoliae-Juncetum inflexi

## Eksterne links
- Bundesamt für Naturschutz: FloraWeb (tysk)
- Hartmut Dierschke: Molinio-Arrhenatheretea Arkiveret 18. november 2015 hos  Wayback Machine i Tuxenia, 1997, Hefte 3 (tysk)